# Clasamentul pe medalii la Jocurile Olimpice de iarnă din 1992
Acestă listă este clasamentul pe medalii la Jocurile Olimpice de iarnă din 1992, cu toate țările care au cucerit medalii la Jocurile Olimpice de iarnă din 1992 de la Albertville din perioada 8–23 februarie, la care au participat 1.801 sportivi din 64 de țări.

## Tabelul medaliilor
Ordinea țărilor din acest tabel este în conformitate cu regulile oficiale publicate în convenția COI și cu informațiile oferite de către Comitetul Olimpic Internațional. Așadar, primele țări sunt luate în ordinea numărului de medalii de aur. Apoi, sunt luate în considerare medaliile de argint, iar mai apoi cele de bronz. Dacă scorul este egal, țările sunt ordonate alfabetic.
Pentru a sorta acest tabel după o anumită coloană, apăsați pe iconița  de lângă titlul coloanei.
Legendă
      Țara gazdă
| Loc                | NOC                              | Aur | Argint | Bronz | Total |
| ------------------ | -------------------------------- | --- | ------ | ----- | ----- |
| 1                  | Germania (GER)                   | 10  | 10     | 6     | 26    |
| 2                  | Echipa Unificată (EUN)           | 9   | 6      | 8     | 23    |
| 3                  | Norvegia (NOR)                   | 9   | 6      | 5     | 20    |
| 4                  | Austria (AUT)                    | 6   | 7      | 8     | 21    |
| 5                  | Statele Unite ale Americii (USA) | 5   | 4      | 2     | 11    |
| 6                  | Italia (ITA)                     | 4   | 6      | 4     | 14    |
| 7                  | Franța (FRA)*                    | 3   | 5      | 1     | 9     |
| 8                  | Finlanda (FIN)                   | 3   | 1      | 3     | 7     |
| 9                  | Canada (CAN)                     | 2   | 3      | 2     | 7     |
| 10                 | Coreea de Sud (KOR)              | 2   | 1      | 1     | 4     |
| 11                 | Japonia (JPN)                    | 1   | 2      | 4     | 7     |
| 12                 | Olanda (NED)                     | 1   | 1      | 2     | 4     |
| 13                 | Suedia (SWE)                     | 1   | 0      | 3     | 4     |
| 14                 | Elveția (SUI)                    | 1   | 0      | 2     | 3     |
| 15                 | China (CHN)                      | 0   | 3      | 0     | 3     |
| 16                 | Luxemburg (LUX)                  | 0   | 2      | 0     | 2     |
| 17                 | Noua Zeelandă (NZL)              | 0   | 1      | 0     | 1     |
| 18                 | Cehoslovacia (TCH)               | 0   | 0      | 3     | 3     |
| 19                 | Coreea de Nord (PRK)             | 0   | 0      | 1     | 1     |
| 19                 | Spania (ESP)                     | 0   | 0      | 1     | 1     |
| Total (20 CON-uri) | Total (20 CON-uri)               | 57  | 58     | 56    | 171   |